# 平等寺 (阿南市)

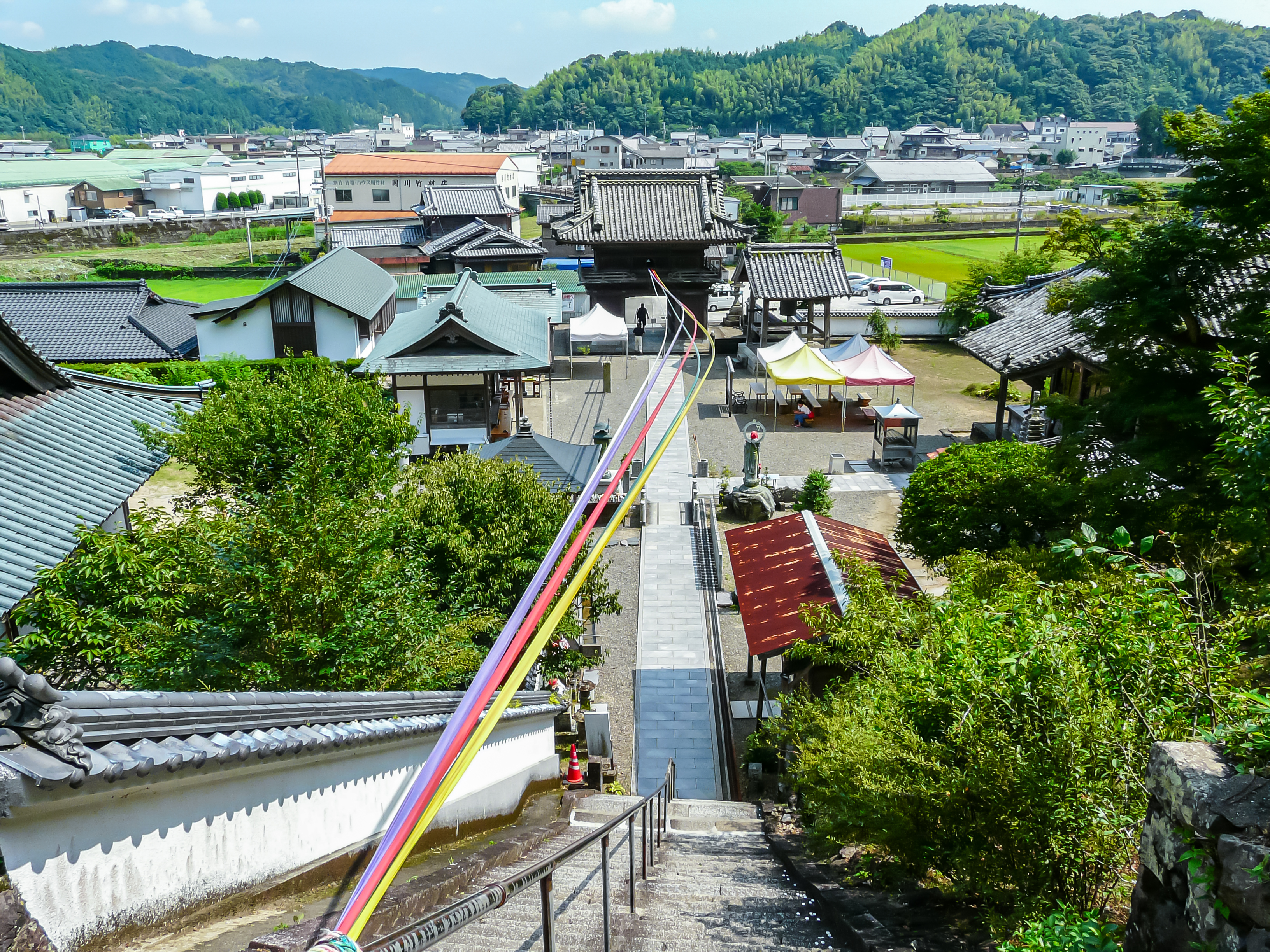
本尊から伸びる結縁の綱
遠くに涅槃大師が見える

平等寺（びょうどうじ）は、徳島県阿南市新野町にある高野山真言宗の寺院。白水山（はくすいざん）、医王院（いおういん）と号す。本尊は薬師如来。四国八十八箇所第二十二番札所で、阿南室戸歴史文化道に指定され、四国八十八景18番「涅槃大師に見える風景」として選定されている。
- 本尊真言：おん ころころ せんだり まとうぎ そわか
- ご詠歌：平等にへだてのなきと聞く時は　あら頼もしき仏とぞみる

## 歴史
寺伝によれば、空海がこの地で厄除け祈願をすると五色の雲がわき金剛界大日如来の梵字が金色に現れた。さらに、その端相に加持すると薬師如来像が浮かび上がったので、錫杖でその場に井戸を掘ると乳白色の水が湧いた。その水で身を清め百日間の修行をした後薬師如来を刻み、堂を建てて本尊として安置したのに始まるという。寺名は、この霊水により、人々の平等な幸せを願い、また、一切の衆生を平等に救済する祈りを込めて「平等寺」と称されたという。
七堂伽藍や12の末寺を持つまでに栄えたが、天正年間（1573年 – 1592年）に長宗我部元親の兵火で焼失した。享保年間（1716年 – 1736年）になって照俊阿闍梨によって再興される。
2017年1月より、平等寺本尊初会式が毎年行われるようになった。初回は第26世住職真梁（3回までは副住職）が焼八千枚護摩を成し遂げた。
2021年、SARS-CoV-2感染防止・堂前の階段が登れない・遠方のためお参りが難しいなどの人々の為に、本堂内陣を24時間拝観できるライブ配信開始した。お勤めは通常、午前6時と午後8時、護摩は毎週日曜午後3時よりしている（変更の場合あり）。→平等寺オンライン

## 境内
- 山門 - 入母屋造楼門、金剛力士（仁王）像を安置。
- 本堂 - 本尊薬師瑠璃光王如来・脇仏日光月光菩薩・十二神将を拝顔できる。脇陣に青不動明王坐像・毘沙門天立像・倶利伽羅不動と金剛界大日如来坐像。内陣の天井絵は四国八十八箇所の本尊を外陣の天井絵は多くの草花が描かれている。
- 大師堂 - 大師像を拝顔できる。脇陣：空海の十大弟子像
- 鎮守社（祠） - 愛宕大権現、清瀧大権現、天満大自在天神、祇園牛頭天王。左脇の小祠 - 稲荷大明神。
- 護摩堂 - 不動明王立像と脇に金剛界大日如来小像と稚児聖徳太子像、脇陣に役行者と弘法大師、前に赤不動明王坐像を祀る。
- 観音堂（小堂）
- 白水の井戸 - 弘法の霊水とも開運鏡の井戸とも呼ばれ、この水は万病に効くとの言い伝えがある。
- 客殿 - 十一面観音立像、当寺で一番古い像。
- 厄除け坂 - 本堂正面に男坂42段、本堂左に女坂33段、山門前に子厄坂13段で合計88段となっている。また、本堂の壇から遠くを見ると大師が寝ているような風景が見られる。
- 鐘楼
- 白水山 新四国八十八ヶ所 -  当寺の裏山一周コースで 約45分[注釈 1]
- 句碑 -  谷中隆子「大道といへる道あり花樗（おふち）」が女厄除坂の途中に、「・・の・を・して花ちりぬ」がその上にある。

道路に面した13段の石段を上がって山門をくぐる。左に鐘楼があり、その先に大師堂、その横に小さな観音堂がある。右には納経所があり、その先に手水場が、左に鏡の井戸と地蔵石像の祠がある、正面に42段の男厄坂が左には緩やかな33段の女厄坂があり上り詰めると本堂が建つ。本堂左のほうに護摩堂がある。
- 宿坊：3室、完全予約制。
- 駐車場：30台（無料・大型5台）

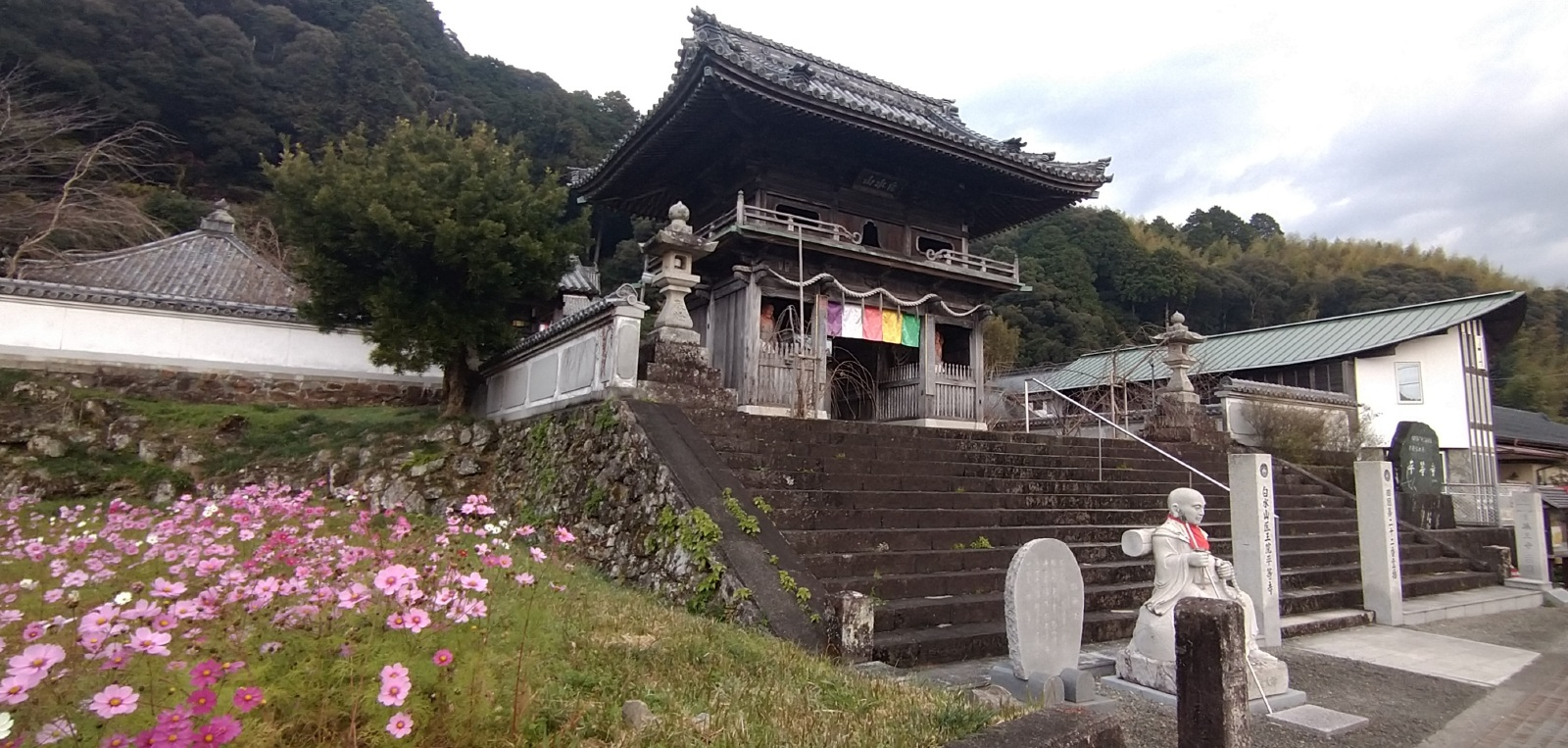
山門付近
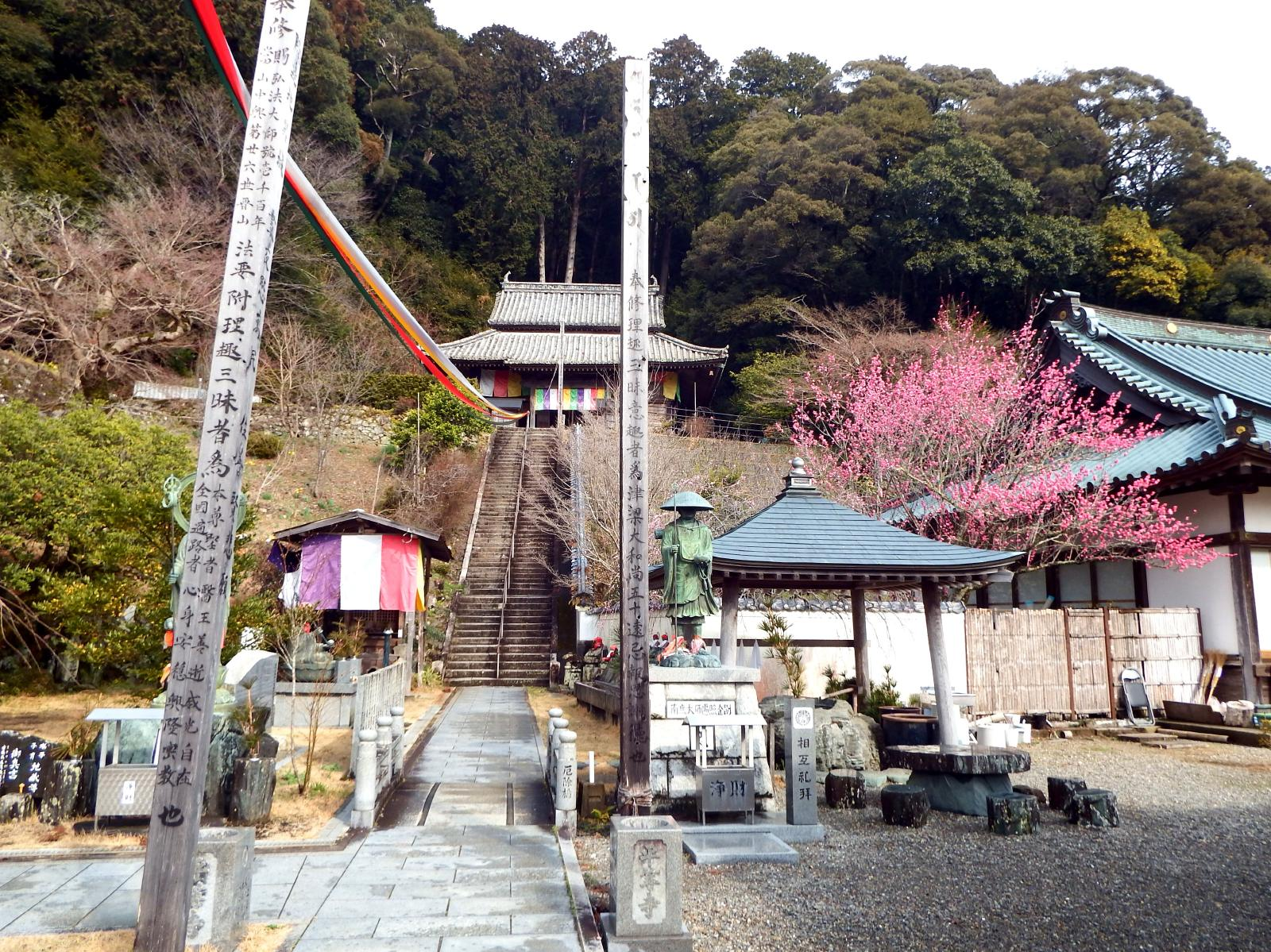
境内
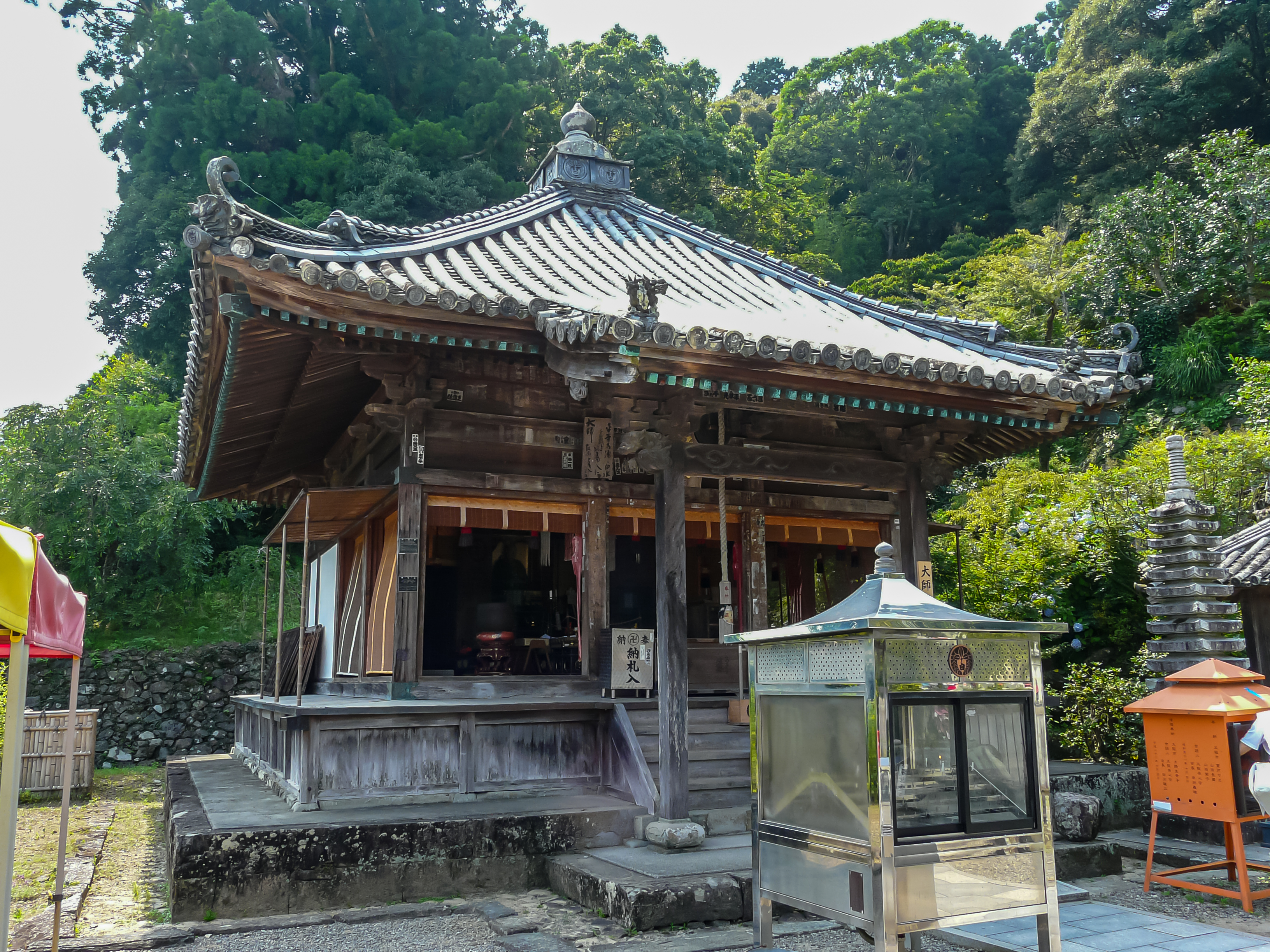
大師堂
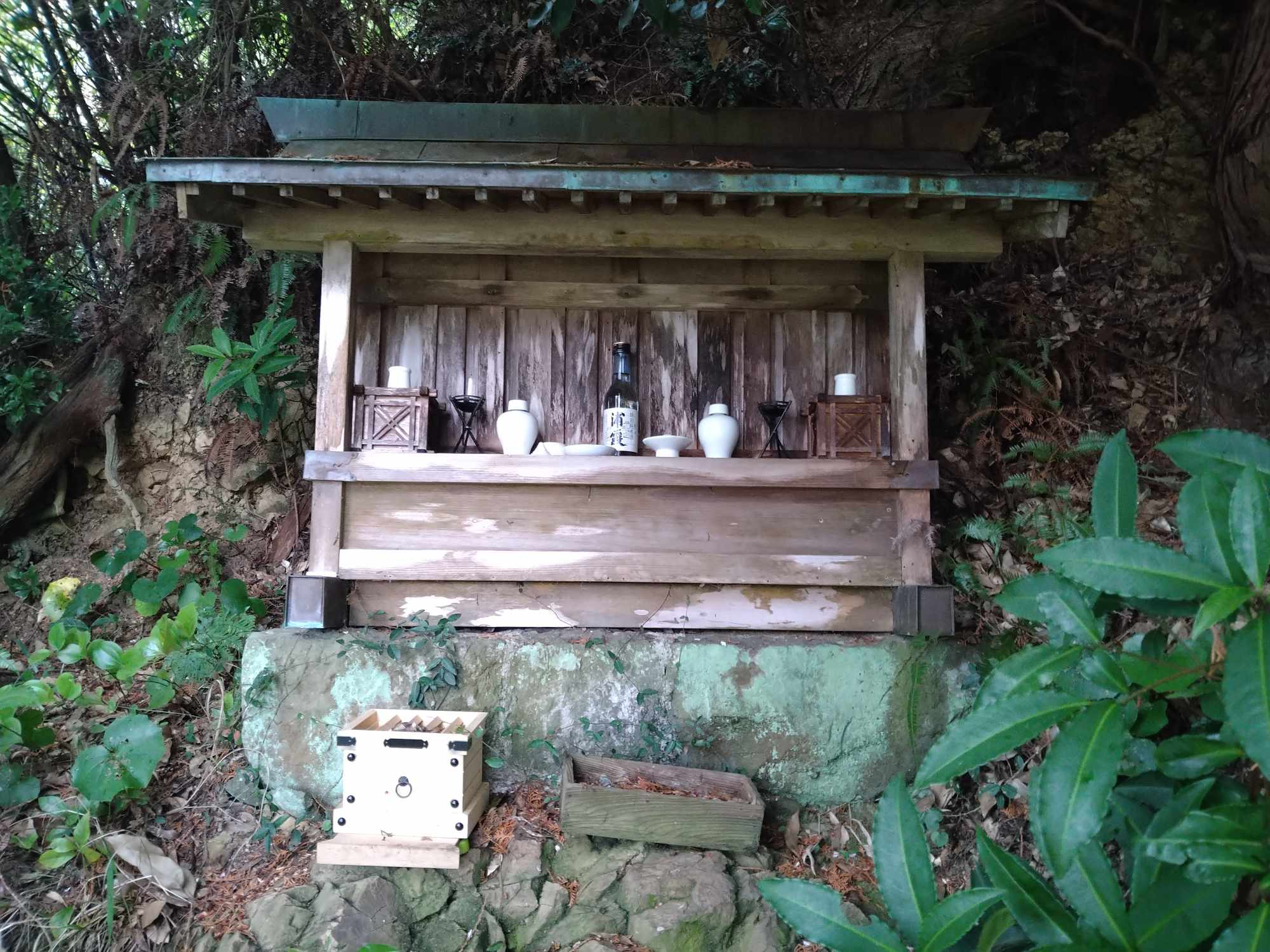
鎮守社
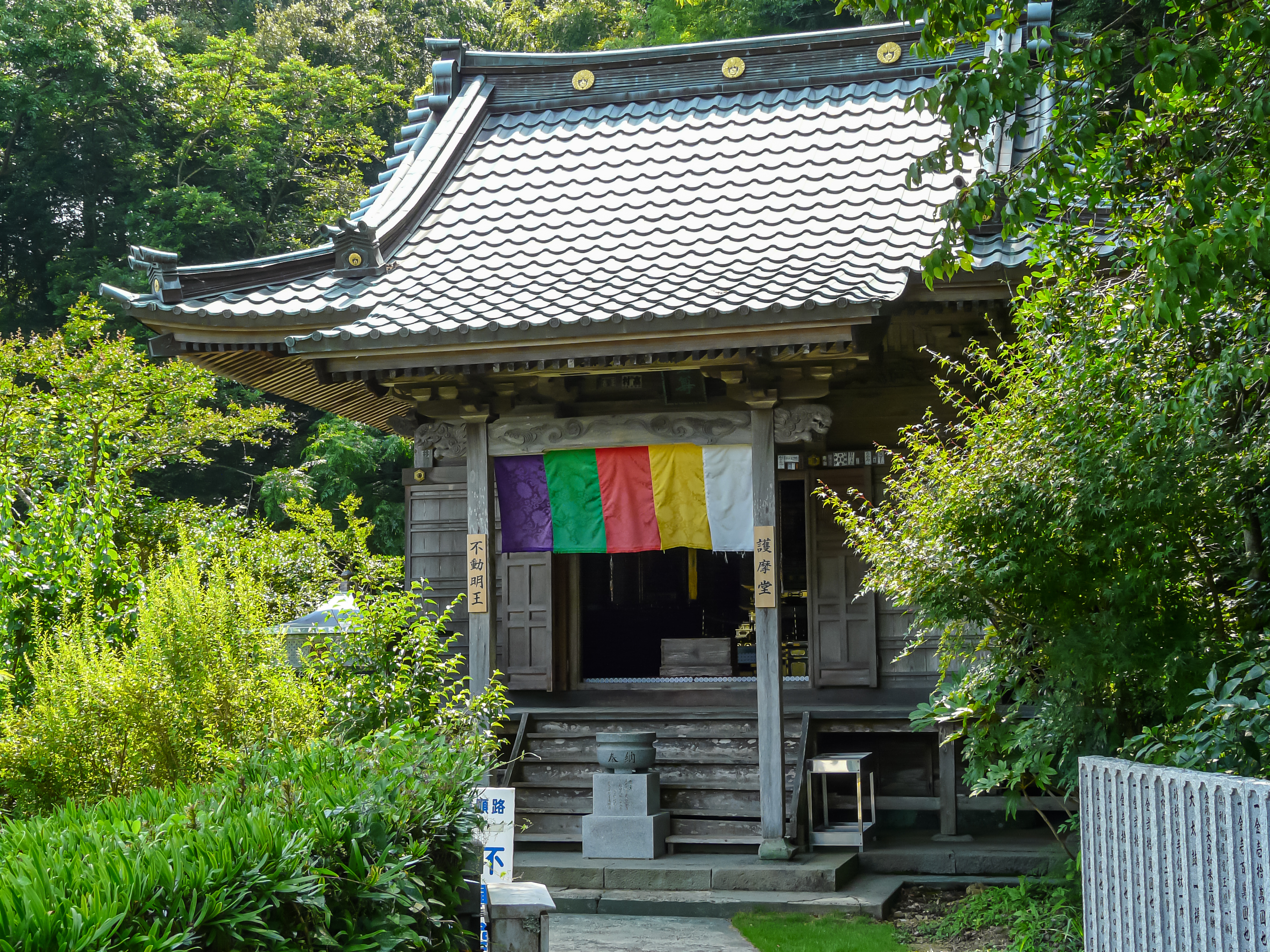
護摩堂
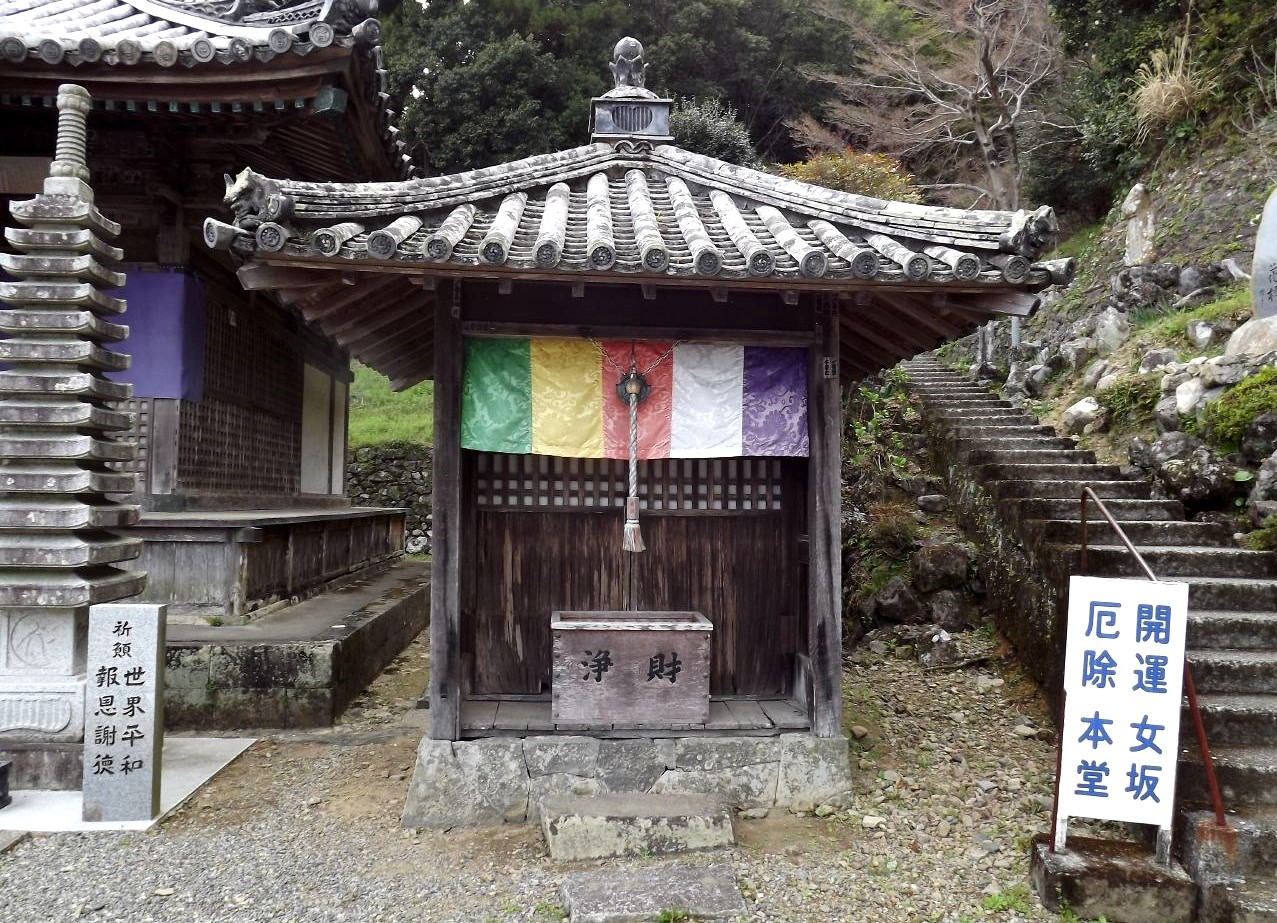
観音堂
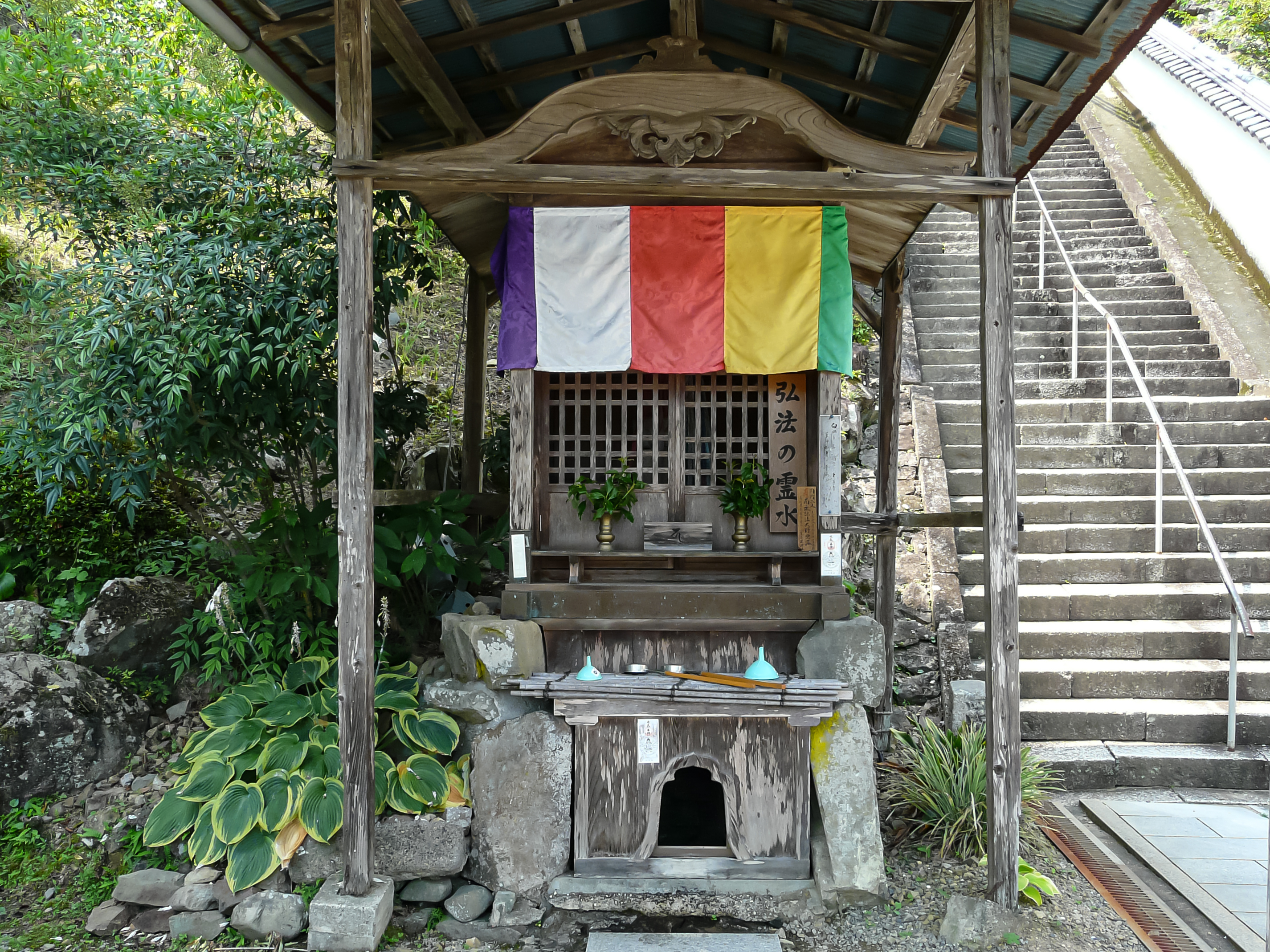
白水の井戸（弘法の霊水）
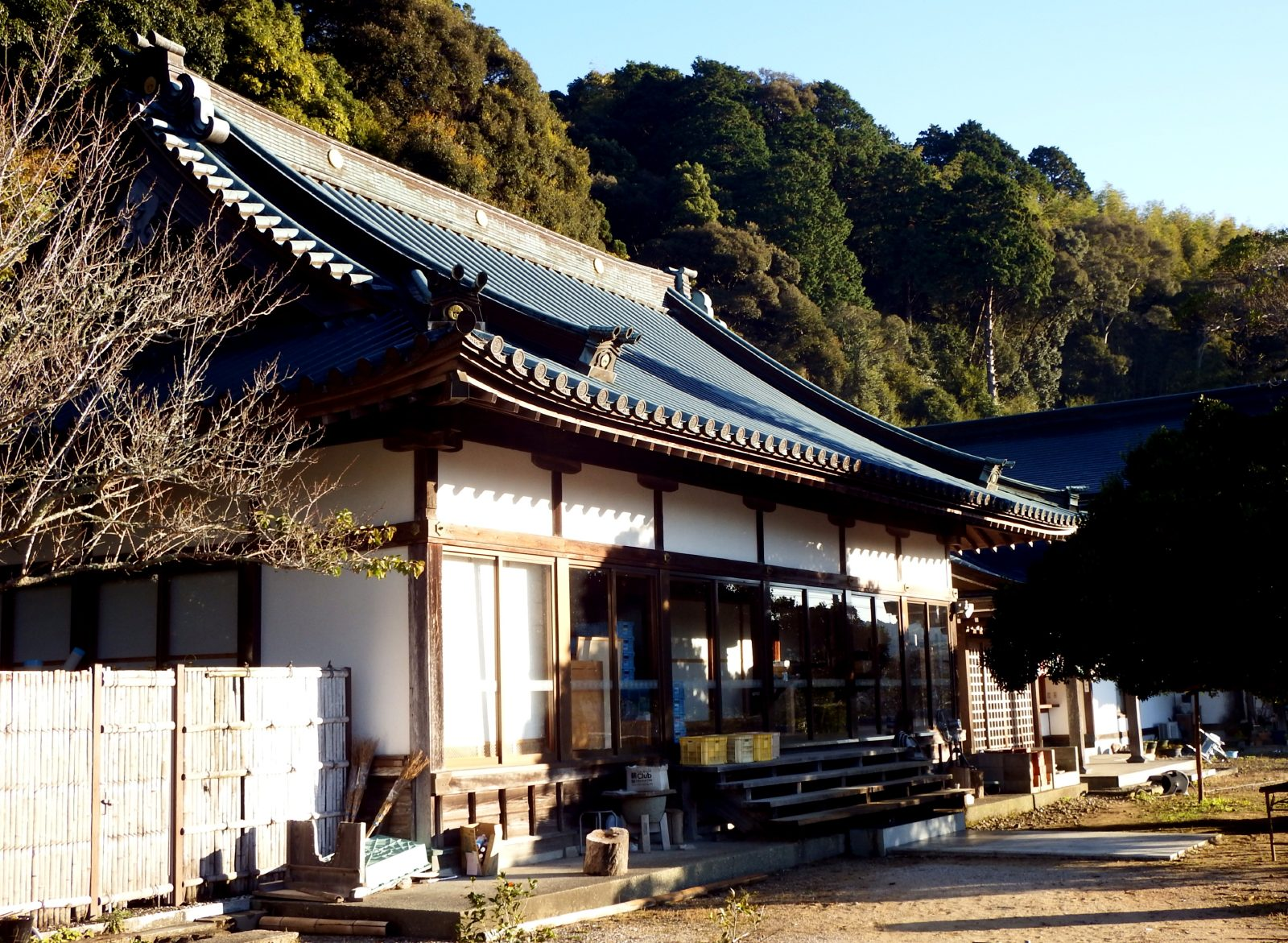
客殿

## 文化財
国史跡
- 阿波遍路道 平等寺道（後半）

太龍寺から平等寺に至る遍路道のうち、大根峠の前後601 mが指定されている。令和3年10月11日指定。。
1. 大根峠（標高約253 m、大根峠）の阿瀬比町側手前約200 m
2. 大根峠の新野町側を少し下ってからの約400 m

前半は太龍寺#文化財参照。

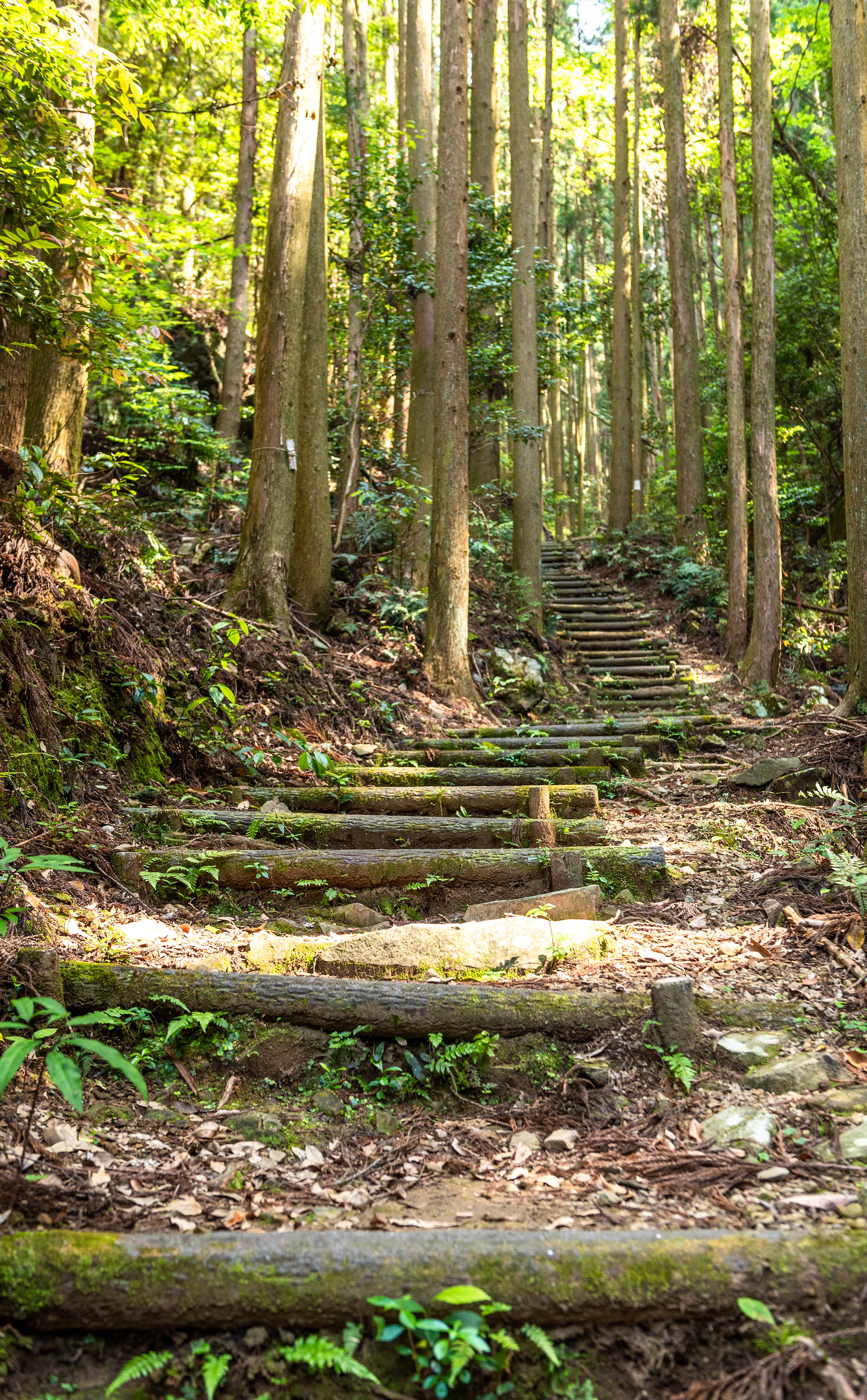
大根峠より阿瀬比町側
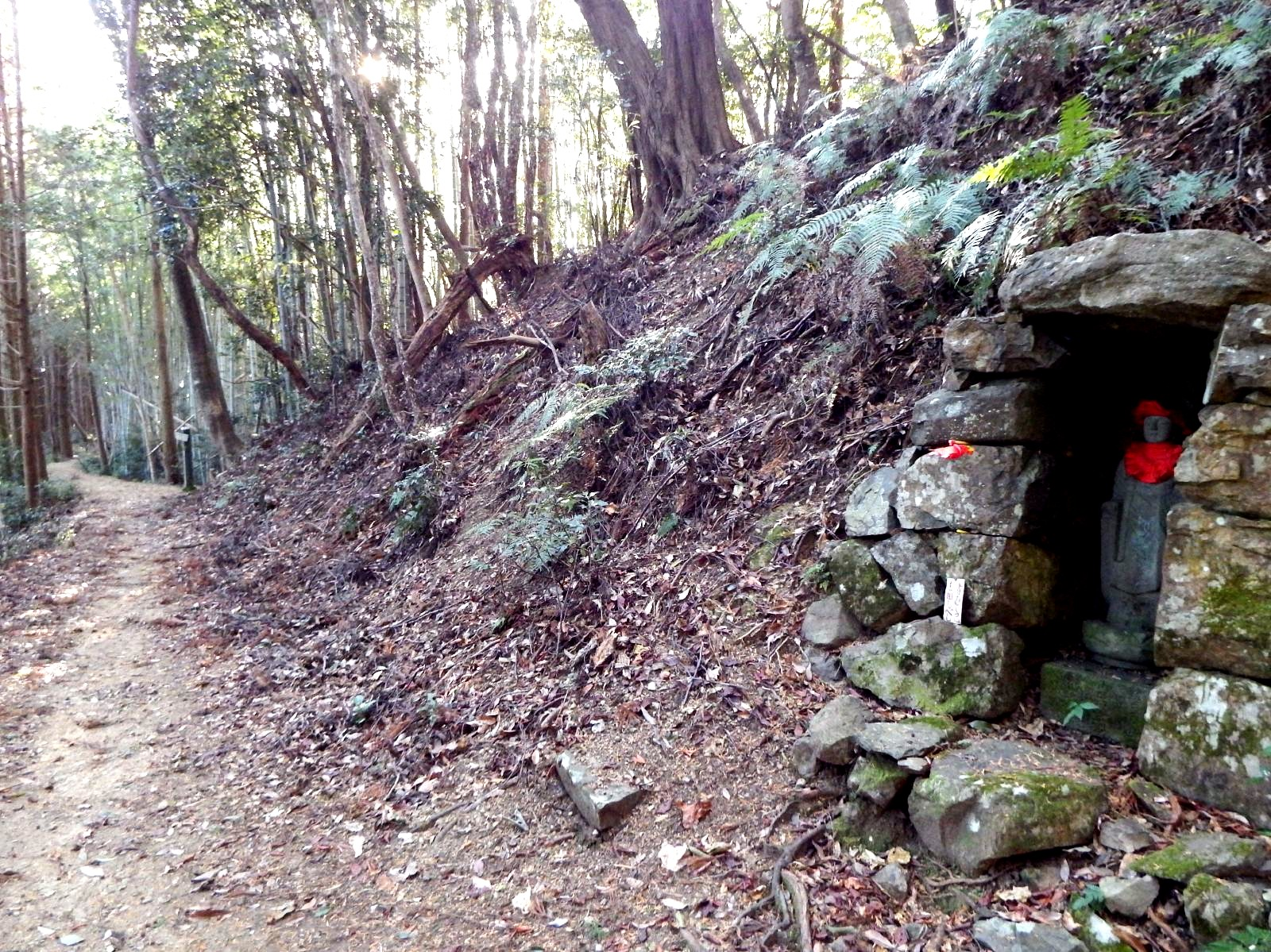
大根峠の平等寺側にいる岩屋の地蔵
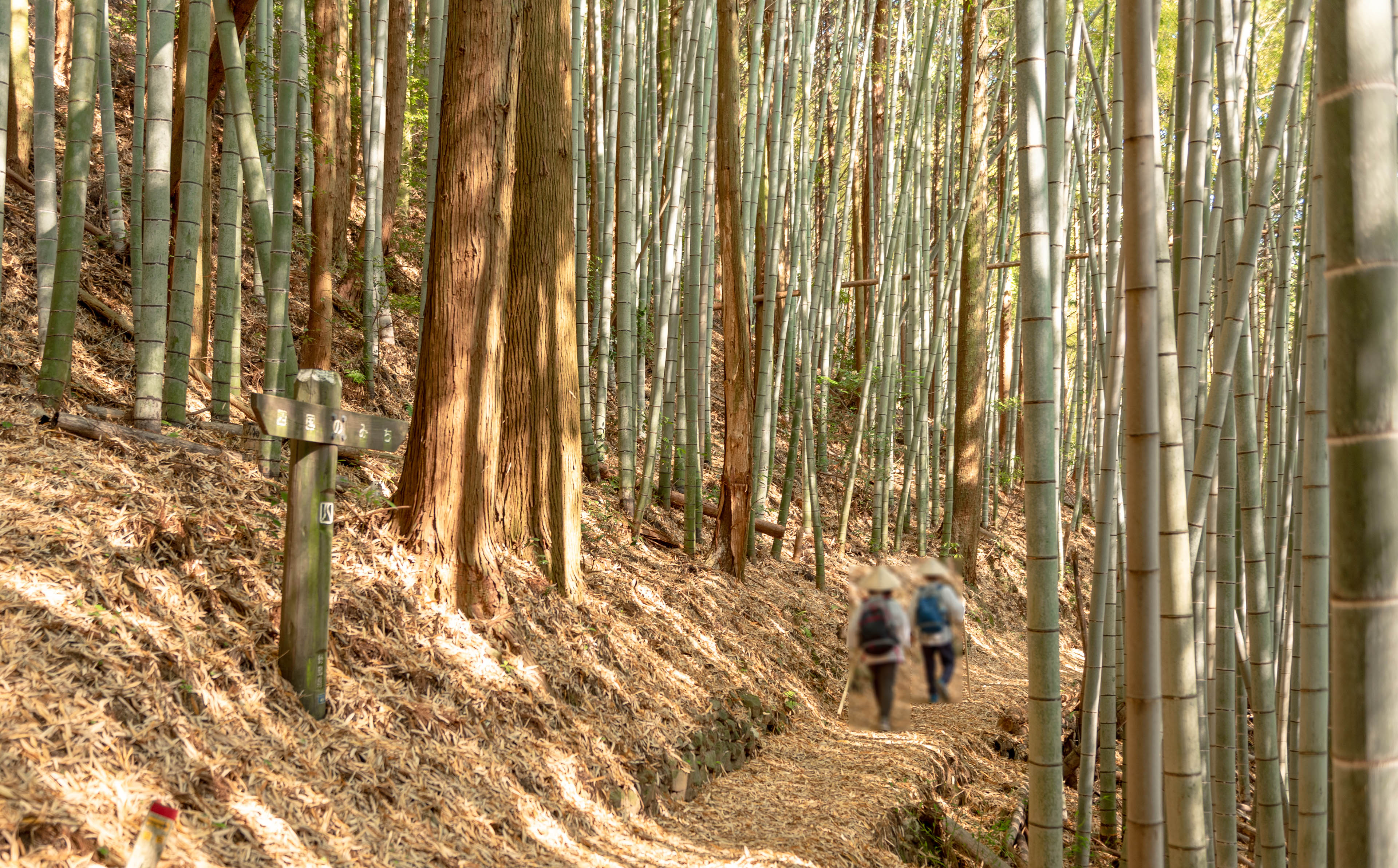
大根峠より平等寺側（国史跡付近）

- 阿波遍路道 平等寺境内：約0.56ha。令和3年10月11日指定。[2][3][4][5]

県指定有形文化財
- 紙本金地著色秋草図 4面：襖貼図、狩野内膳筆、昭和44年9月10日指定。[6][7]

## 交通案内
鉄道
- JR新野駅から徒歩で 2.3 km・約28分・車で2.9 km・約5分

バス
- 徳島バス阿南「新野局」停留所から徒歩で 550 m・約2分

道路
- 遍路道：

1. 21番-- (3.9 km)--黒河-- (2.4 km)--阿瀬比-- (1.1 km)--大根峠-- (3.5 km)-- 22番
2. 21番-- (0.7 km)--舎心ヶ嶽-- (2.4 km)--持福院-- (3.9 km)--阿瀬比-- (1.1 km)--大根峠-- (3.5 km)-- 22番

## 奥の院と周辺の霊跡

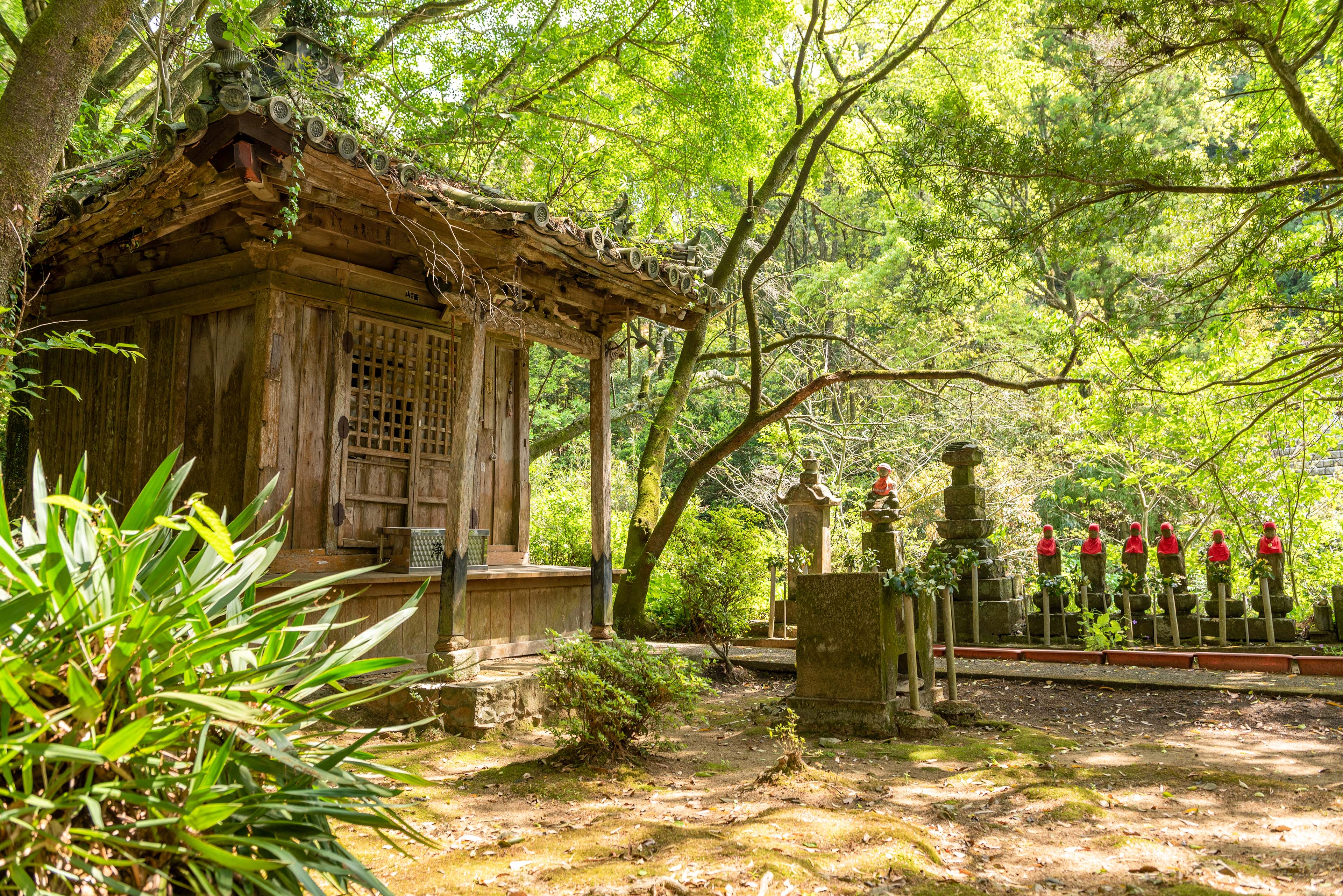
月夜御水庵

奥の院・月夜御水庵 （月夜のお水大師）
この地で泊まった空海（弘法大師）が、水がない衆生の不便を感じて加持し清水を湧かせた。夜になり月が沈んで闇夜となると月を招き寄せ、月夜としたとの伝説がある。また、空海が通夜したところに自ら刻んだ薬師如来を祀った一宇の庵を建立したとも云われている。
- 所在地：徳島県阿南市新野町月夜 （月夜御水庵）

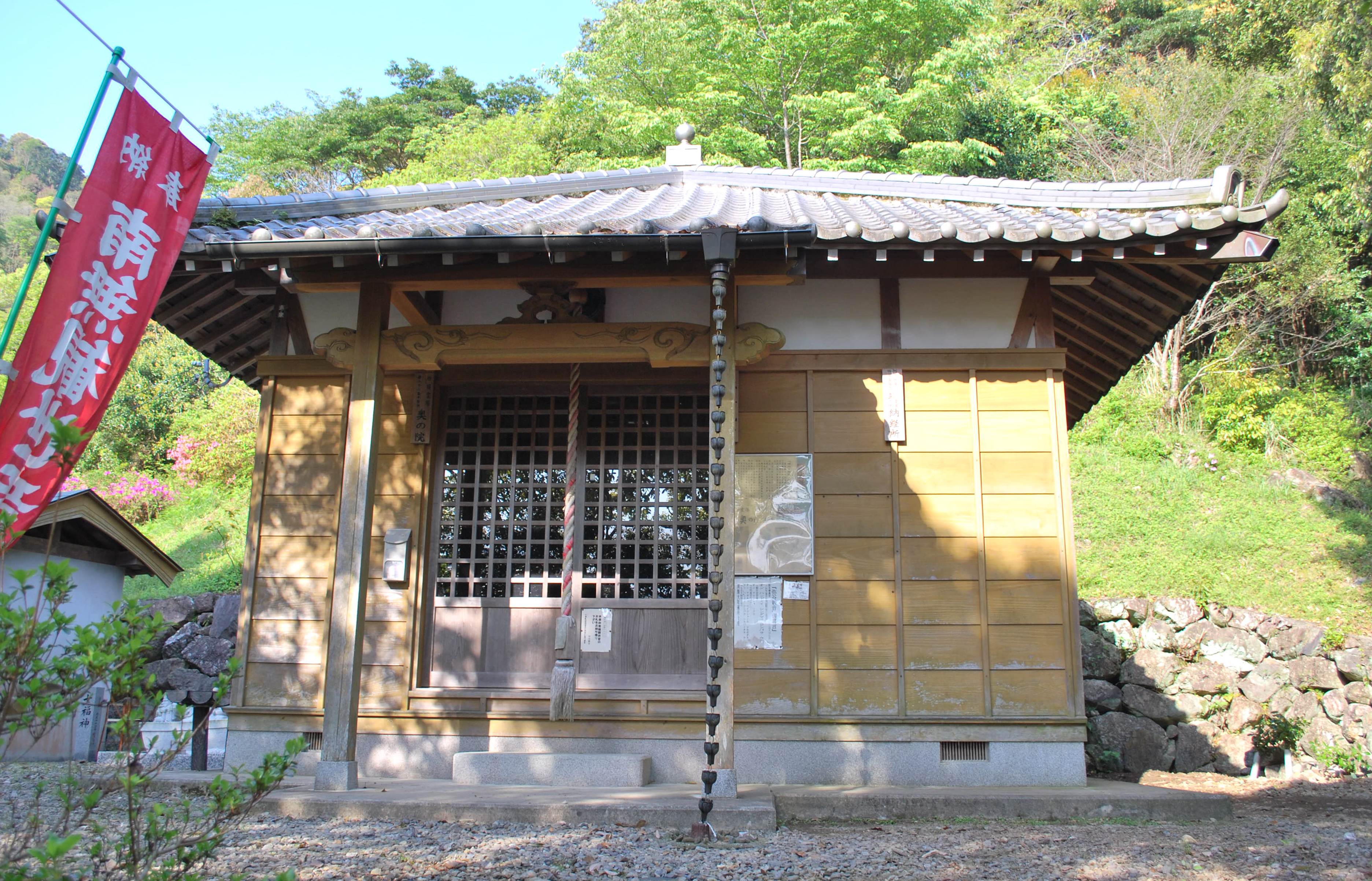
弥谷観音堂

奥の院・弥谷観音堂
当時は魔物が棲むと云われたこの谷間に足を踏み入れた若き空海が岩に如意輪観音を刻み修行をされたという霊跡。
- 所在地：徳島県阿南市福井町日の地372-5 （弥谷観音堂）

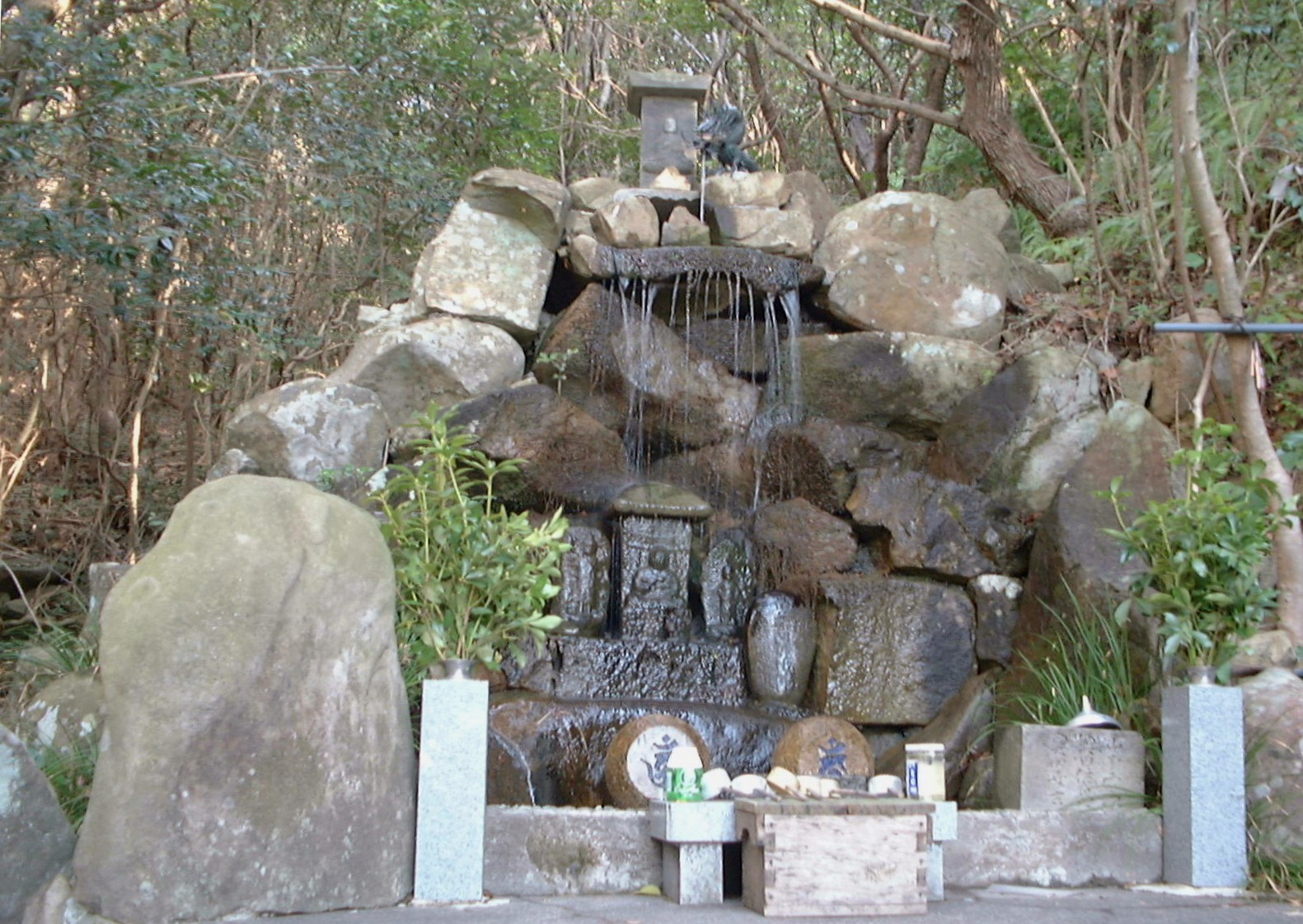
阿部御水大師

阿部御水大師（あぶおみずだいし）
水不足に苦しむ民衆のため空海が祈願すると金色の龍が現れ水が湧き出したという霊跡。金龍庵とも呼ばれ、始めは海に面した所にあり、水が直接海に流れ落ちていたと云われているが、崖崩れにより1954年（昭和29年）今の場所に移された。近くに方丈と大師堂あり。
- 所在地：徳島県美波町阿部 （阿部御水大師）

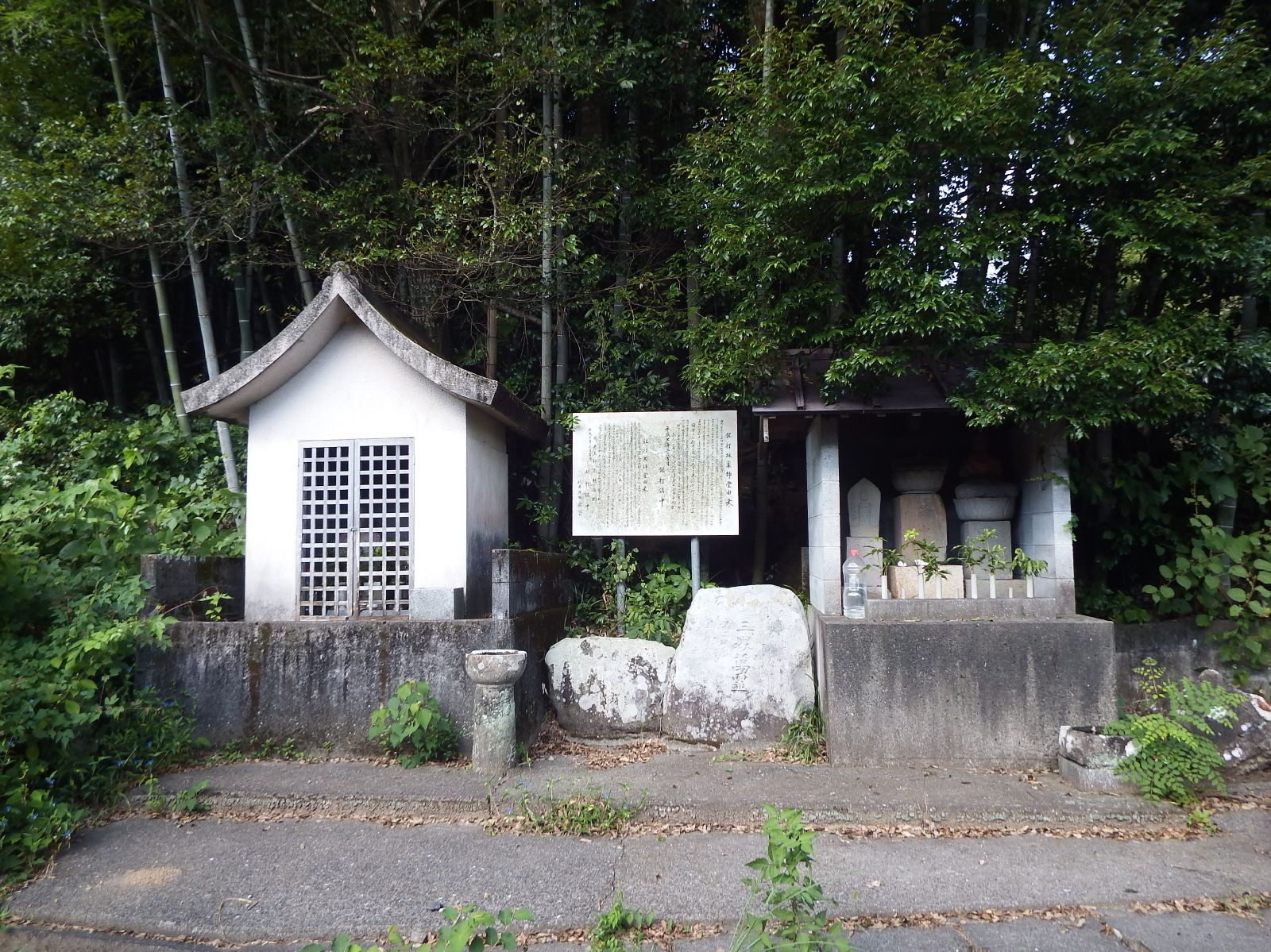
鉦打大師

鉦打大師・鉦打坂薬師
石造大師像（向かって左）は福井ダム建設により、石造薬師像は険しい旧土佐街道に倒れた者の為享保4年（1717年）に灌頂され、平成7年3年17日に現在地に移された。
- 所在地：徳島県阿南市鉦打112 （鉦打大師）

## 前後の札所
四国八十八箇所
21 太龍寺 -- (10.9 km)--  22 平等寺  --- 22番奥の院 月夜御水大師 --- 鉦打大師・鉦打坂薬師 --- 22番奥の院 弥谷観音堂 --- 23 薬王寺

## 周辺
- 岡山城址
- オヤニラミ博物館
- 新野のクスの群生
- 轟神社
- 室比賣神社（室姫神社）
- 日亜化学工業 創業地
- 桑野川
- 大根庵
- 音坊山